# バーテックス・ファーマシューティカルズ
バーテックス・ファーマシューティカルズ（Vertex Pharmaceuticals）は、アメリカ合衆国・マサチューセッツ州・ボストンに本社を置くバイオ医薬品会社である。
同社はコンビナトリアルケミストリーではなく、合理的な医薬品設計という明確な戦略を採用した最初のバイオテクノロジー企業の一つである。マサチューセッツ州サウスボストンに本社を置き、カリフォルニア州サンディエゴ、英国オックスフォードシャー州ミルトンパークの3ヶ所に研究施設を持つ。

## 歴史
バーテックス社は1989年、ジョシュア・ボーガーとケビン・J・キンセラによって "重篤な疾患の治療法を変革する "ことを目的に設立された。
1994年に出版された『The Billion-Dollar Molecule（10億ドルの分子）』では、バリー・ワースがこの会社の成り立ちを紹介している。彼の2014年の著書『The Antidote： Inside the World of New Pharma）には、その後の20年間にわたる同社の発展が記されている。
2004年までに、同社の製品パイプラインはウイルス感染症、炎症性疾患、自己免疫疾患、がんに焦点を当てた。
2009年には、ボストン地域の1,200人を含む約1,800人の従業員がいて、2019年には従業員数は約2,500人となった。
2011年後半以降、バーテックス社はスタンダード＆プアーズ500の好業績企業上位15社にランクインしていて、バーテックスの株価は同期間に250％上昇した。2014年1月、バーテックスはマサチューセッツ州ケンブリッジからボストンへの移転を完了し、8億ドルをかけた新しい複合施設に入居した。サウスボストンのウォーターフロントに位置し、グレーターボストン地域の約1200人のバーテックス従業員全員が一緒に働くのは、同社史上初めてのことであった。
2019年1月23日、バーテックスの最高執行責任者（COO）兼暫定最高財務責任者（CFO）であったイアン・スミスは、確立された会社の行動規範規則に違反する未公表の個人的行為により、その職を解雇された。同年6月、バーテックスはエクソニックス・セラピューティクスを最大10億ドルで買収し、クリスパー・セラピューティクスと提携し、デュシェンヌ型筋ジストロフィーと筋強直性ジストロフィー1型の治療薬開発を強化すると発表した。
2019年9月、同社はセマ・セラピューティクスを現金9億5000万ドルで買収すると発表した。セマ・セラピューティクスは、"数百万個の代替ベータ細胞を保持し、グルコースとインスリンを通過させ、免疫細胞を排除する小型の埋め込み型デバイス "を開発した。
2020年4月1日、前最高医学責任者のレシュマ・ケワラマーニがバーテックス製薬の社長兼最高経営責任者に就任。ジェフリー・ライデン前CEO兼社長は2020年4月1日付で取締役会執行会長に移行し、2023年4月まで執行会長を務める。
2022年7月、同事業はヴィアサイト社を3億2,000万ドルで買収すると発表。

## 医薬品

### アイバカフトール、ルマカフトール、テザカフトール
2012年、アイバカフトールは、嚢胞性線維症が米国で20万人未満に罹患していることを示す希少疾病用医薬品に指定された。2012年1月31日、バーテックス社は、G551D遺伝子変異を有する6歳以上の嚢胞性線維症患者を対象に、症状ではなく根本的な原因を治療する最初の薬剤カリデコのFDA承認を取得した。米国では3万人が嚢胞性線維症である。
そのうちの約4％、1,200人がG551D遺伝子変異を持っている。2017年、バーテックス社はこの薬剤を年間31万1000ドルで販売した。
バーテックス社は、F508delとして知られる嚢胞性線維症（CF）で最も一般的な変異に対して、ivacaftorと別の薬剤（lumacaftor）との併用も研究し、2012年に最初の一連の結果を発表した。バーテックス社は、嚢胞性線維症財団から7000万ドルの支援を受け、13年間の研究開発の末、この薬剤を製造した。
英国では、同社は特定の患者に期間限定で薬剤を無償提供した。その後、病院はそれらの患者に対して薬代を支払い続けることを決定した。英国の機関は、質調整生存年（QALY）あたりのコストを335,000ポンドから1,274,000ポンドと見積もっており、NICEの基準値である20,000ポンドから30,000ポンドをはるかに超えている。
2014年11月5日、バーテックスは、嚢胞性線維症膜貫通伝導調節因子（CFTR）遺伝子にF508del変異を2コピー有する12歳以上の嚢胞性線維症患者を対象としたルマカフトールとアイバカフトールの完全併用療法の新薬承認申請をFDAに提出したと発表した。2015年、FDAはF508del変異を有する12歳以上のCF患者を対象としたルマカフトールとアイバカフトールの併用療法を承認した。この併用薬はOrkambiという商品名で販売されている。
2017年3月28日、バーテックス社は、嚢胞性線維症患者を対象としたテザカフトールとアイバカフトールの二剤併用治療の第3相データを発表した。2018年2月12日、FDAはこの併用療法を承認し、シンデコ（Symdeko）として販売された。

### トリプル併用治療
2016年、バーテックス社は、テザカフトールおよびアイバカフトールと併用する新たなCFTRモジュレーター群の開発を開始した。2017年、同社は、CF人口の90％を占める異なる変異を有する患者に対するベネフィットを示す結果を報告した。2019年10月22日、FDAは、少なくとも1つのF508del変異を有する12歳以上の患者を対象に、バーテックスのトリプルコンボ療法Trikafta（エレキサカフトール/テザカフトール/アイバカフトール）を承認した。この承認は、新薬承認申請からわずか2カ月後のことである。トリカフタは嚢胞性線維症患者の約90％に承認されている。
バーテックス社は、発展途上国でトリカフタを使用することを拒否し、ジェネリック医薬品の使用を妨害している。

### 遺伝子治療
2015年、バーテックスはCRISPRセラピューティクス社と遺伝病に対する遺伝子編集療法の開発を目的とした研究提携を締結した。2020年5月、CTX001は輸血依存性βサラセミアで米国食品医薬品局から、鎌状赤血球症および輸血依存性βサラセミアで欧州医薬品庁から希少疾病用医薬品の指定を受けた。
2016年、同社はCFを治療するための新しいmRNAベースの治療薬を開発するためにモデルナと共同研究を開始した。バーテックスはモデルナに現金2,000万ドルを支払い、さらにバーテックスが株式と交換できる転換社債と引き換えに現金2,000万ドルを提供した。バーテックスはまた、マイルストーンとして最大$275Mの支払いを約束した。
2019年、バーテックスは、嚢胞性線維症および他の4つの疾患に対する新しい遺伝子編集療法の開発を進めるために、新規タンパク質を発見するための非公開企業アーバー・バイオテクノロジーズs との研究協力を設立した。この契約では7つの異なる領域に焦点が当てられており、バーテックスは未公表の契約一時金とともに最大12億ドルのマイルストンを支払う。
バーテックスの製品パイプラインには、鎌状赤血球症、βサラセミア、デュシェンヌ型筋ジストロフィー、α1抗トリプシン欠損症、疼痛、APOL1を介する腎臓病などの特殊疾患をターゲットとした薬剤レジメンが含まれる。

### 歴史的事項
2014年、バーテックス社はテラプレビルの販売を中止した。2011年5月、FDA（米国食品医薬品局）はC型肝炎の経口治療薬としてテラプレビル（インシベック）を承認した。テラプレビルはプロテアーゼ阻害剤である。

## CEOの報酬
2015年、複数のメディアがジェフリー・ライデンCEOの2014年の報酬は約4,850万米ドルであると報じた。バーテックスの株主は2015年と2016年のCEO報酬の減額を選択し、その結果2016年の利益は1740万米ドルとなった。

## 英国における価格設定
画期的な嚢胞性線維症治療薬「オルカンビ」の価格設定（患者の国によって異なるが、患者1人当たり年間13万5,000～27万米ドル）が、嚢胞性線維症の小児および若年成人の同薬へのアクセスを制限しているとの主張に基づくバーテックス社への批判は、懸念を抱く保護者団体によるキャンペーンや、英国の国民保健サービスによる不当な価格設定の申し立てにつながった。2019年3月、バーテックス社は薬価に関するNHSとの交渉中、使用期限を迎えたオルカンビ7,880パックを破棄するよう法的に要求された。
2019年10月24日、NHSイングランドは、オルカンビ、シムケビ、カリデコなど、その時点ですでに認可されていた製薬会社の嚢胞性線維症治療薬すべてと、これらの医薬品の将来の適応症へのより広いアクセスに資金を提供することに合意した。この資金提供契約は、バーテックスがNHSスコットランド、スペイン、オーストラリアを含む他の地域で償還契約を結んだ直後に成立した。ウェールズと北アイルランドのNHSには同等の価格条件が提示される。2020年6月30日、バーテックスとNHSは、カフトリオの償還を含む契約を拡大し、欧州委員会による承認後、イングランドのCF患者は、欧州で最初にこの医薬品の公的資金を利用できるようになる。2019年10月までに、バーテックスのCF治療薬は17カ国で公費助成を受けることになった。

## ベンチャー・フィランソロピー
1990年代後半、ベセスダを拠点とする嚢胞性線維症財団は、当時のロバート・ベール会長の勧めもあり、まだ小さな新興バイオテクノロジー企業であったバーテックス社に、ベンチャー・フィランソロピーという形でカリデコの開発資金を提供するために投資を開始した。投資総額は1億5000万ドルに達した。2014年、CF財団は薬のロイヤリティの権利を33億ドルで売却した。これは財団の2013年の予算の20倍である。ベンチャー・フィランソロピーの支持者は、高い経済的リターンは医薬品開発のスピードアップに役立ち、また、より多くの研究に回すことができる潜在的な金銭的報酬も得られると述べている。
2015年までに、カリデコの年間価格は患者一人当たり30万ドル以上に引き上げられた。
ミルウォーキー・ジャーナル・センチネル紙に掲載された記事によれば、バーテックス社の幹部は「株式とストック・オプションを現金化することで1億ドル以上の利益を得た」。
嚢胞性線維症（CF）患者の治療に携わる29人の医師と科学者が、バーテックス製薬のジェフ・ライデン最高経営責任者（CEO）に手紙を送り、薬価の引き下げを訴えた。
私たちは、少数の患者に対する研究開発のための莫大な費用や、これらの進歩を現実のものとする市場システムの財政的な複雑さを承知しています。しかし、貴社の患者支援プログラムにもかかわらず、バーテックス社が私たちの患者の保険制度（窮迫した州の医療補助制度を含む）に、1日2錠で年間294,000ドル（典型的な患者の薬剤費総額の10倍増）を請求することは、せいぜい見苦しいだけです。この行為は、痛みや苦しみを莫大な金銭的利益に変えているように見えるかもしれない。その中には、1日で数百万ドルを稼いだと報じられた貴社のトップも含まれている（ボストン・グローブ紙5月29日付）。—デビッド・M・オーレンスタイン医学博士他

同社は電子メールで、"公的資金が投入された学術研究が嚢胞性線維症の原因について重要な初期の理解を提供した一方で、バーテックスの科学者たちは、この薬が承認を勝ち取るまでに、主に同社が資金を提供した独自の研究に14年を要した "と回答した。
2015年4月15日、マサチューセッツ州ケンブリッジで、嚢胞性線維症財団のジョーン・フィネガン・ブルックス氏は、ライフサイエンス財団主催のバイオテクノロジー業界のリーダーパネルで、バイオテクノロジー業界における患者アドボカシーをテーマに、バーテックスの役割とベンチャー・フィランソロピーについて語った。性線維症患者であるブルックス氏は、バーテックス社によるカイリデコの開発に感謝の意を表明する一方で、「（CFFが実施した調査で）25％以上の人が、治療費の問題で投薬をスキップしたり、投薬を遅らせたり、医師の診察をスキップしたりしている」と述べた。さらに、「財団が行ってきたことのひとつは、患者アクセス・プログラムなどを通じて、患者がそのギャップを埋められるようなリソースを開発することです」と付け加えた。

## 参考
- Annual Report. Vertex Pharmaceuticals. (15 March 2004).  オリジナルの3 March 2016時点におけるアーカイブ。 2012年6月24日閲覧。
- “Vertex Completes New Drug Application for Telaprevir for Hepatitis C” (Press release). Vertex Pharmaceuticals. 23 November 2010. 2012年6月24日閲覧.